# John Byng
Sir John Byng (28. října 1704, Southill Park, Anglie – 14. března 1757, Portsmouth, Anglie) byl britský admirál. Díky slavnému otci prodělal rychlou kariéru u námořnictva. Na začátku sedmileté války byl vrchním velitelem ve Středozemním moři. Za prohranou bitvu o Menorcu byl postaven před válečný soud a popraven.

## Kariéra

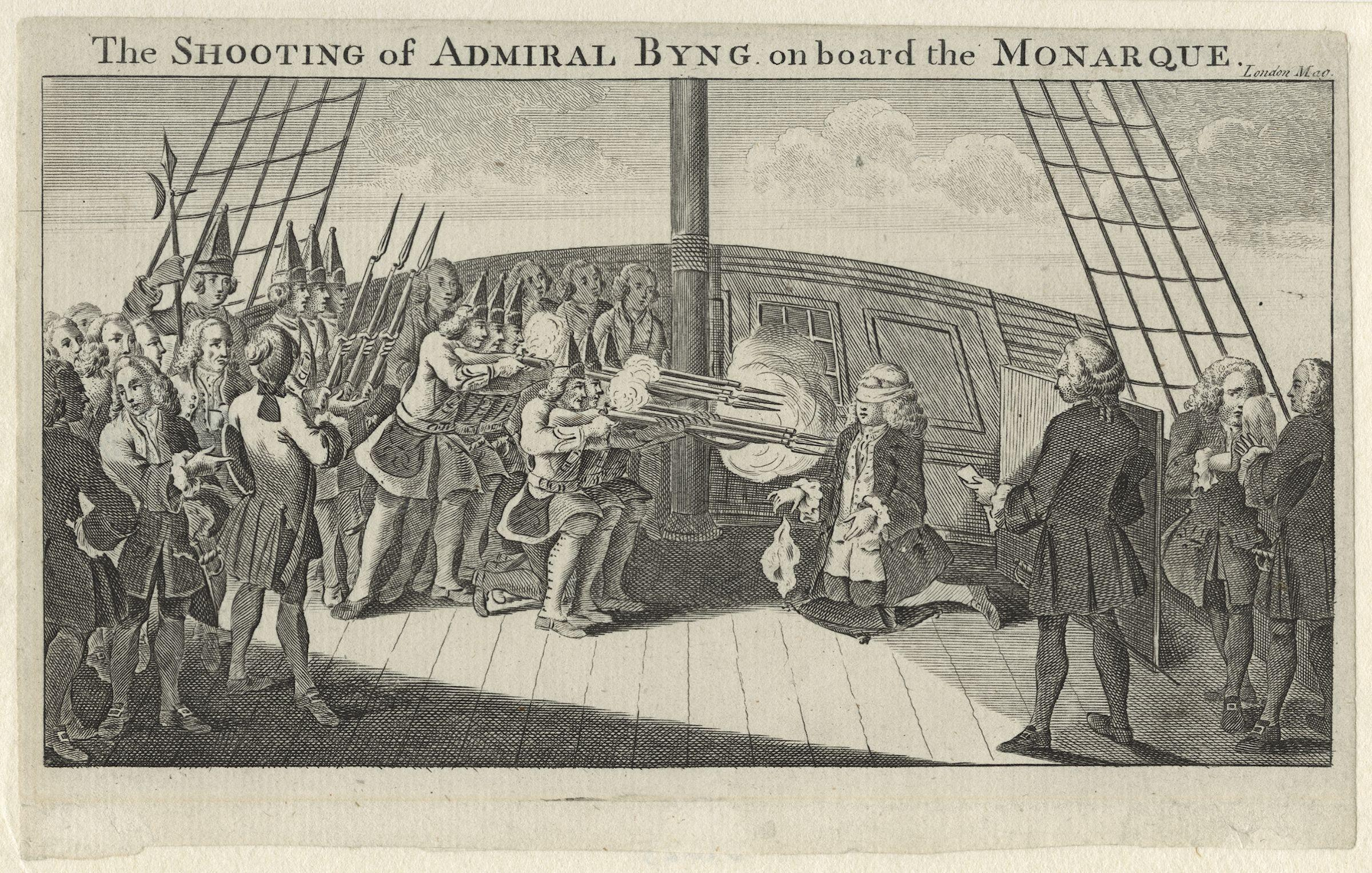
Poprava admirála Johna Bynga v Portstmouthu

Narodil se jako pátý syn admirála Georga Bynga (1663-1733), v námořnictvu sloužil od třinácti let, kdy se pod otcovým velením zúčastnil bitvy u mysu Passaro. Již ve 23 letech byl kapitánem a dostal pod velení vlastní loď Gibraltar, ve Středomoří sloužil do roku 1739. V hodnosti komodora byl guvernérem v Newfoundlandu (1742–1745). V roce 1745 dosáhl hodnosti viceadmirála a v letech 1745-1746 byl velitelem v Leithu u břehů Skotska. V hodnosti viceadmirála byl v letech 1747-1748 vrchním velitelem ve Středozemním moři. Od roku 1751 do smrti byl také poslancem Dolní sněmovny za přístav Rochester, do politiky vstoupil za stranu whigů s podporou premiéra Henryho Pelhama, na půdě parlamentu se ale nijak neangažoval. Na počátku sedmileté války byl povýšen na admirála a znovu obdržel vrchní velení ve Středozemním moři. Jeho prvním úkolem bylo osvobodit ostrov Menorca od francouzského obléhání, k dispozici měl nedostatečně vyzbrojenou a narychlo sestavenou flotilu. Bitva o Menorcu 20. května 1756 byla prvním námořním střetnutím sedmileté války, admirál Byng se snažil uplatnit nový způsob boje na moři (upuštění od tzv. řadové taktiky prosadil až později admirál Nelson). Výsledek bitvy byl poměrně vyrovnaný, ale Byng s ohledem na stav svých lodí Francouze nepronásledoval a stáhl se na Gibraltar. Francouzi ovládali Menorcu až do konce války (Británie byla nakonec jednou z vítězných mocností sedmileté války a Menorca jí v roce 1763 znovu připadla). Dočasná ztráta důležitého strategického bodu ve Středomoří v roce 1756 byla vnímána v Británii velmi citlivě a admirál Byng byl povolán do Anglie před válečný soud. Byl obviněn, že nevyužil všechny možnosti k pokoření Francouzů, a přes četné žádosti o milost byl odsouzen k trestu smrti. Byl zastřelen na palubě lodi Monarch v přístavu Portsmouth před nastoupenou posádkou.

### Zámek Wrotham Park

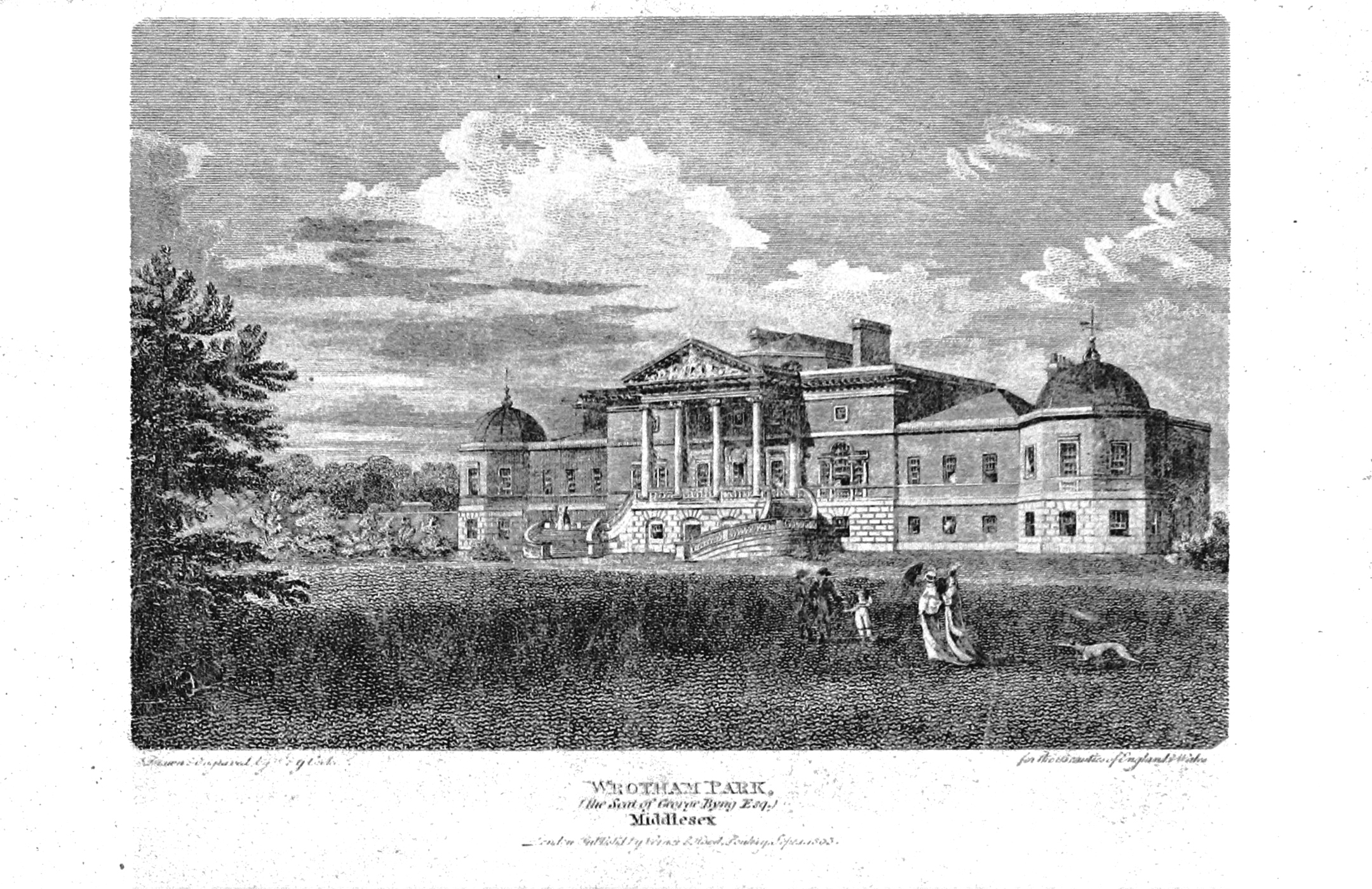
Zámek Wrotham Park

Zámek Wrotham Park (původně Middlesex, dnes Hertfordshire) byl jedním z největších soukromých sídel v blízkosti Londýna. V jeho rozměrech i kvalitním architektonickém provedení (Isaac Ware) se odrážel tehdejší význam rodiny Byngů. Zdejší lokalita nesla původně název Pinchbank, jméno Wrotham zvolil až John Byng podle vesnice, odkud rod pocházel. Zdejší pozemky koupil počátkem 50. let 18. století a v roce 1754 byla zahájena stavba honosného zámku. Admirál John Byng zde nikdy nesídlil, protože ještě před dokončením stavby nastoupil aktivní službu na moři v rámci sedmileté války. Zemřel bez potomstva a Wrotham Park po něm zdědil synovec George Byng (1735–1789) a zámek se stal hlavním sídlem rodové linie hrabat ze Straffordu. Díky své blízkosti k Londýnu a exteriérům bývá často využíván k natáčení, objevil se v 60 filmech.